# Matthew Emmons
Matthew Emmons (ur. 5 kwietnia 1981 r. w Mount Holly) – amerykański strzelec sportowy, specjalista w strzelaniu z karabinu, trzykrotny medalista olimpijski.

## Życiorys
Tytuł w Atenach zdobył w strzelaniu z pozycji leżącej, startuje także w innych konkurencjach. W Pekinie srebro zdobył w strzelaniu z karabinu dowolnego w pozycji leżącej. W Londynie zdobył brąz w strzelaniu z karabinu małokalibrowego z trzech pozycji. Był rekordzistą świata juniorów w strzelaniu z trzech pozycji. W 2002 roku zdobył tytuł mistrza świata.
Jego żoną jest Kateřina Emmons, także medalistka olimpijska, startująca wcześniej pod nazwiskiem Kůrková, z którą ma troje dzieci, a on sam przyjął również czeskie obywatelstwo.

## Igrzyska olimpijskie
| Igrzyska | Miejscowość    | Konkurencja                                 | Kwalifikacje | Kwalifikacje | Finał                  | Finał                  |
| Igrzyska | Miejscowość    | Konkurencja                                 | Wynik        | Pozycja      | Wynik                  | Pozycja                |
| -------- | -------------- | ------------------------------------------- | ------------ | ------------ | ---------------------- | ---------------------- |
| IO 2004  | Ateny          | Karabin pneumatyczny, 10 m                  | 594          | 9.           | Nie zakwalifikował się | Nie zakwalifikował się |
| IO 2004  | Ateny          | Karabin małokalibrowy, pozycja leżąca, 50 m | 599          | 1. Q         | 703,3                  | złoto                  |
| IO 2004  | Ateny          | Karabin małokalibrowy, trzy pozycje, 50 m   | 1169         | 2. Q         | 1257,4                 | 8.                     |
| IO 2008  | Pekin          | Karabin małokalibrowy, pozycja leżąca, 50 m | 597          | 2. Q         | 701,7                  | srebro                 |
| IO 2008  | Pekin          | Karabin małokalibrowy, trzy pozycje, 50 m   | 1175         | 2. Q         | 1270,3                 | 4.                     |
| IO 2012  | Londyn         | Karabin pneumatyczny, 10 m                  | 590          | 35.          | Nie zakwalifikował się | Nie zakwalifikował się |
| IO 2012  | Londyn         | Karabin małokalibrowy, trzy pozycje, 50 m   | 1172         | 2. Q         | 1271,3                 | brąz                   |
| IO 2016  | Rio de Janeiro | Karabin małokalibrowy, trzy pozycje, 50 m   | 1169         | 19.          | Nie zakwalifikował się | Nie zakwalifikował się |